# Nicola Cianfanelli

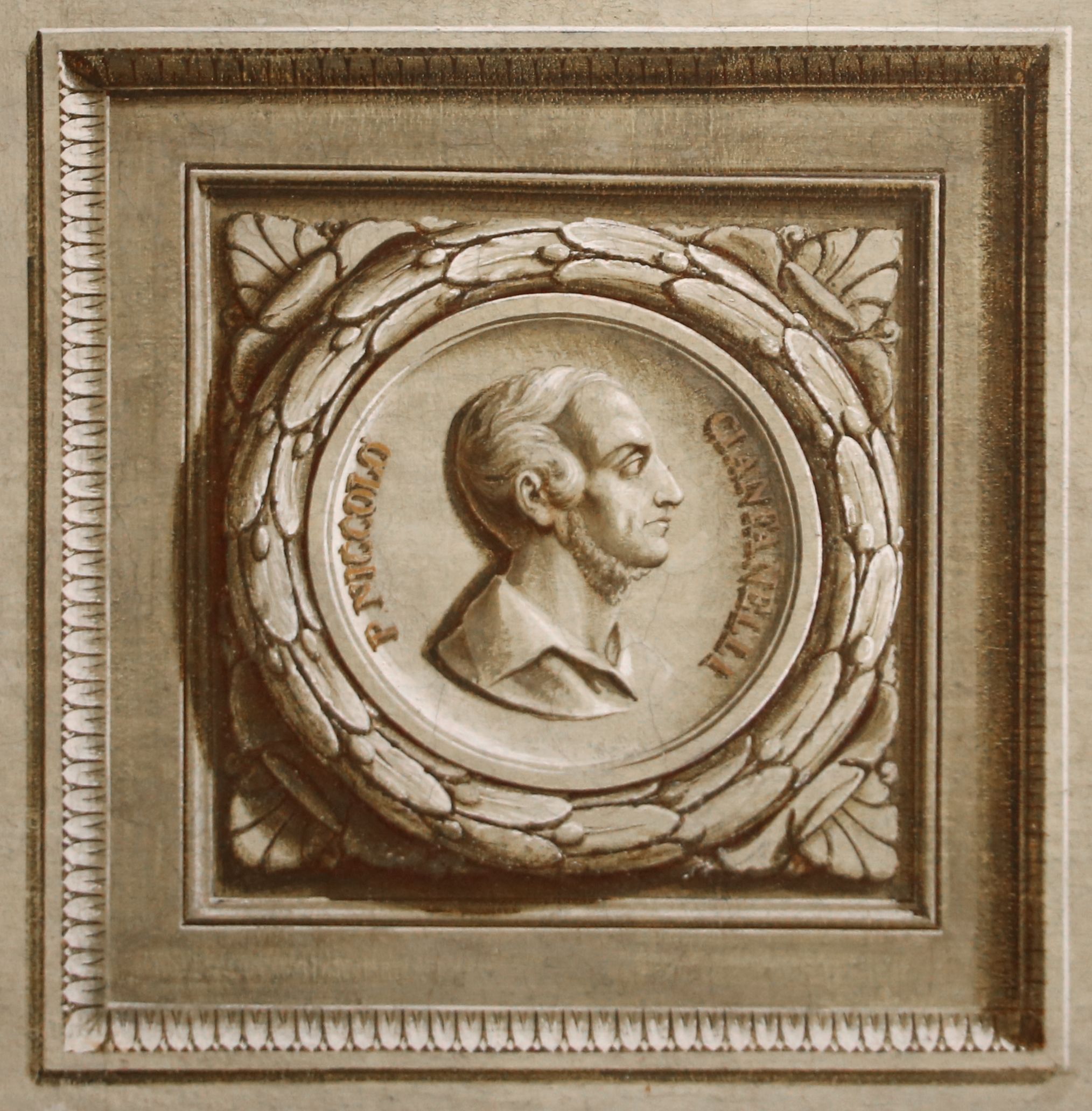
Ritratto di Nicola Cianfanelli

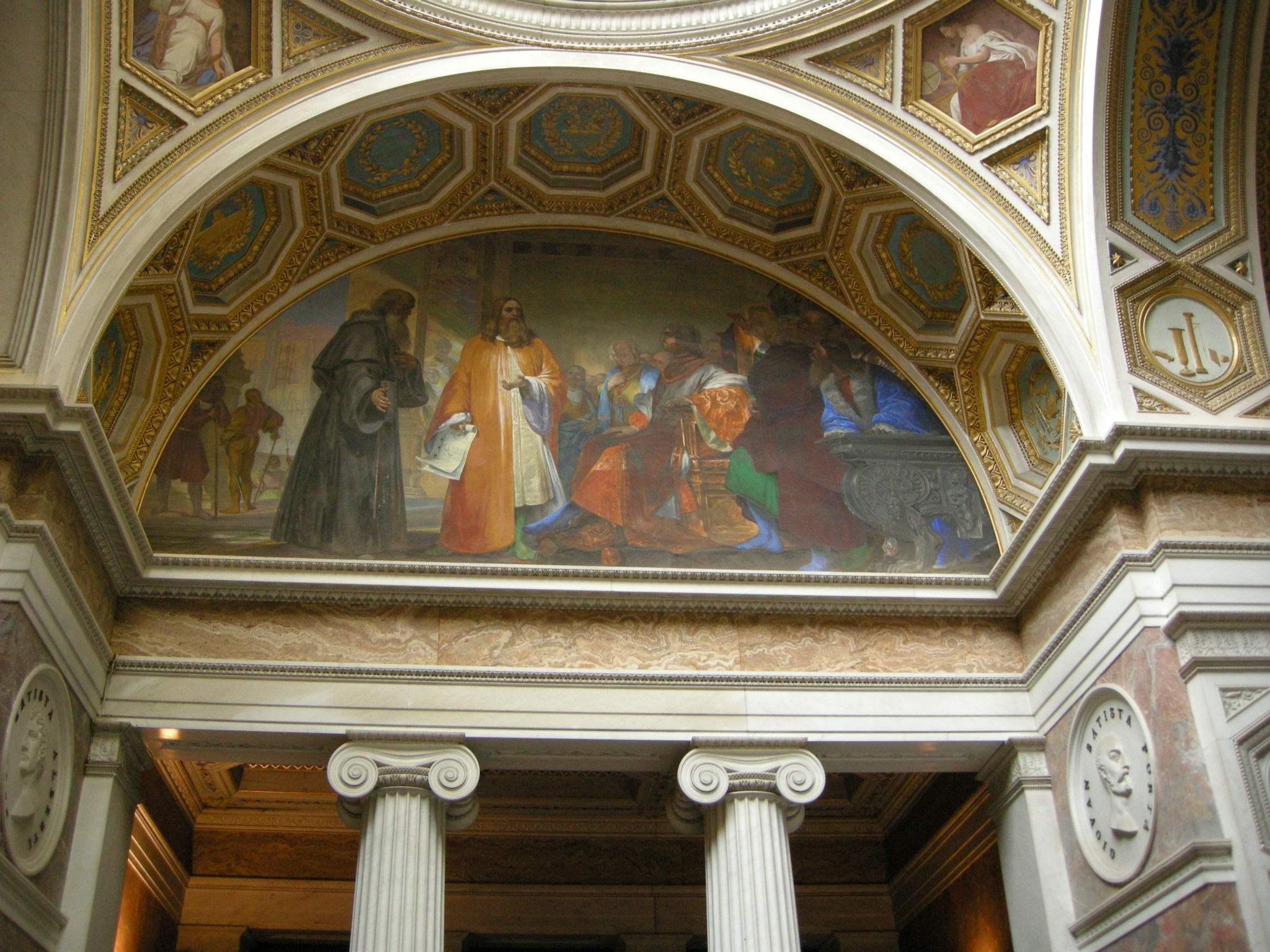
Leonardo da Vinci alla presenza del duca di Milano Ludovico Sforza, Tribuna di Galileo, 1841

Nicola Cianfanelli (Mosca, 9 luglio 1793 – Firenze, 30 agosto 1848) è stato un pittore italiano.

## Biografia
Si formò a Pisa e a Firenze, con Pietro Benvenuti. Fin dalle prime esperienze artistiche ricevette premi e riconoscimenti, favorito dalla scelta di temi legati alla storia ed alla mitologia allora molto in voga. Il suo stile è caratterizzato dalla vivacità e inconsuetudine nella scelta dei colori e dal disegno vitale.
Nel 1822 fu incaricato di decorare la volta di una sala da pranzo di Palazzo Borghese a Firenze, dove seguì uno stile pienamente neoclassico. Più tardi eseguì gli affreschi con  Episodi dei Promessi Sposi nella Palazzina della Meridiana di Boboli e dipinse una delle lunette della Tribuna di Galileo (Leonardo da Vinci alla presenza del duca di Milano Ludovico Sforza, 1841) oggi nel Museo della Specola, una seconda, su Alessandro Volta, è su suo cartone ma dipinta da Gaspare Martellini.
Nel 1828 venne incaricato inoltre di affrescare il catino absidale della chiesa di San Giacomo di Corte a Santa Margherita ligure, con la scena del martirio del santo, il bozzetto dell'opera si trova in collezione privata.